# Heilgeisthospital (Stralsund)
Das Heilgeisthospital zu Stralsund, heute häufig auch Heilgeistkloster oder Kloster zum Heiligen Geist genannt, ist ein unter Denkmalschutz stehendes Gebäudeensemble im Stadtgebiet Altstadt der Stadt Stralsund.

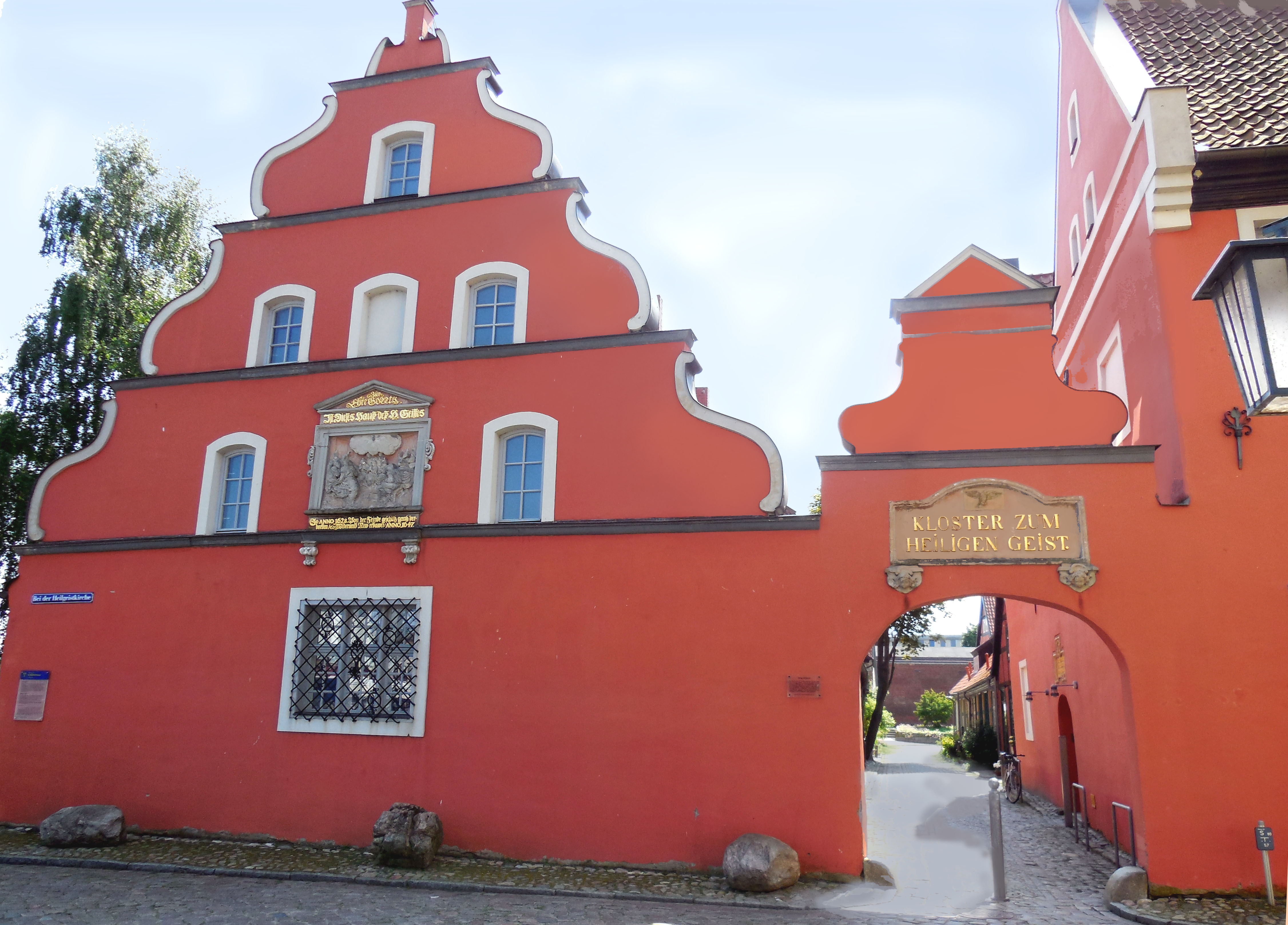
Heilgeistkirche, Eingangsfront "Bei der Heilgeistkirche"

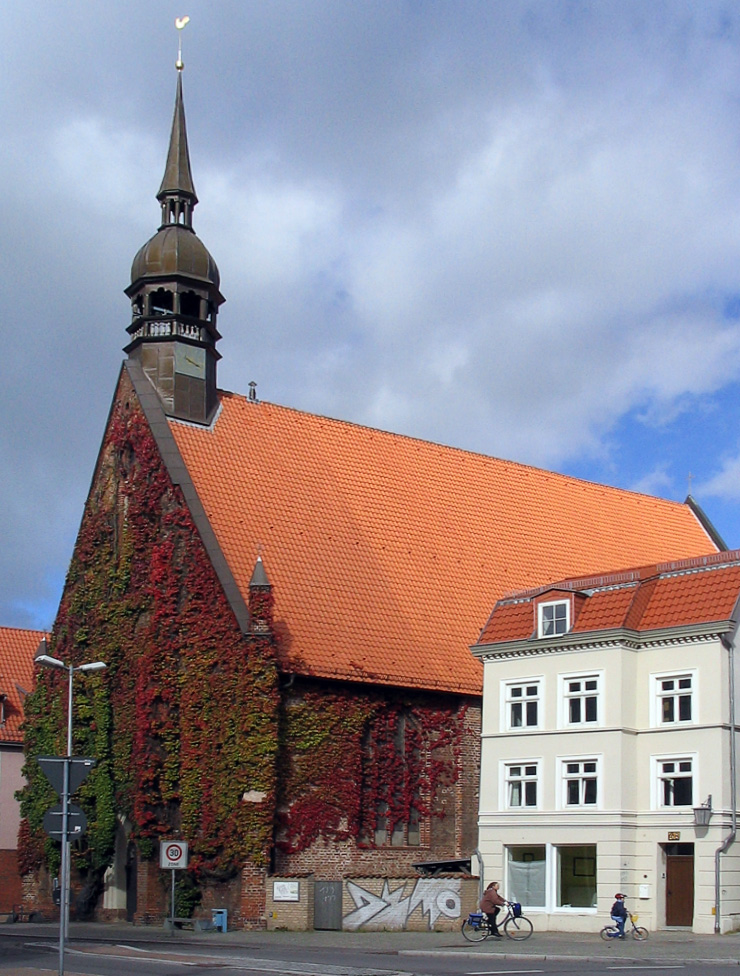
Heilgeisthospital, Kirche

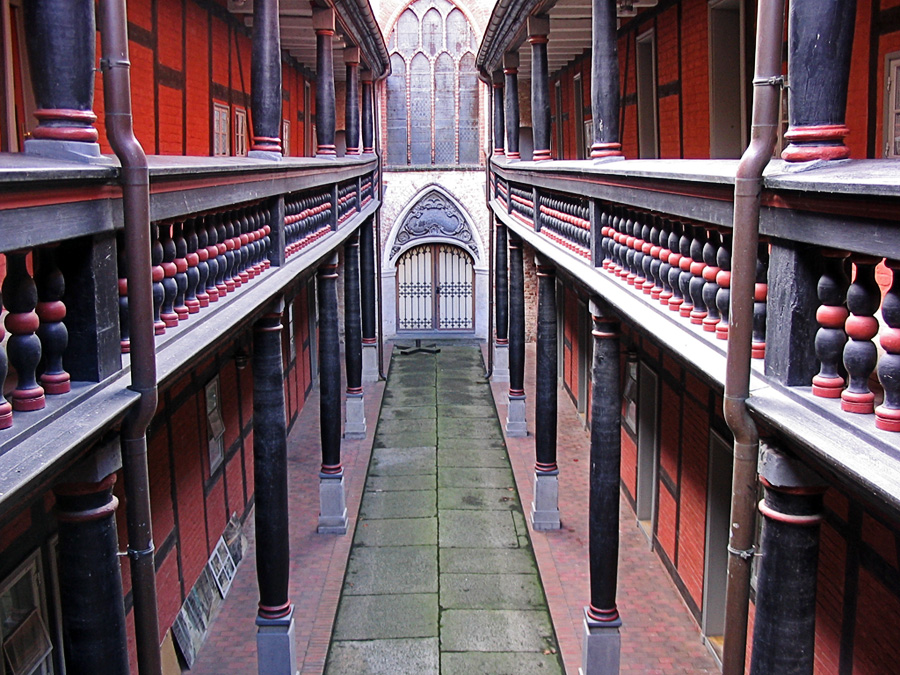
Säulengang

Das Hospital nahm Kranke und Hilfsbedürftige auf – sowohl solche aus Stralsund als auch durchziehende Auswärtige – und gewährte ihnen Pflege und eine Unterkunft. Es war die größte Wohltätigkeitseinrichtung der Stadt. Als Kloster im eigentlichen Sinn hat die Anlage nie gedient; sie war stets eine kommunale Einrichtung bzw. städtischer Besitz. Durch Zahlung eines geringen finanziellen Beitrages erwarb man das Recht, im Alter in einer der kleinen Zellen wohnen zu dürfen. Auch heute werden die Häuser und Wohnungen säkular von Einzelpersonen bzw. Familien gemietet und bewohnt.

## Lage
Das Stralsunder Heilgeisthospital steht an der zum Hafen gehörenden Straße Am Langenwall und wird zur westlich gelegenen Altstadt hin von den Straßen Bei der Heilgeistkirche, Wasserstraße / Frankendamm sowie der Klosterstraße abgegrenzt.

## Geschichte
Dieses älteste Hospital der Stadt wurde erstmals im Jahre 1256 als „Hospital St. Spiritus“ in einer Schenkungsurkunde der Stadt Stralsund über ein Feld in der Neustadt an das Hospital erwähnt. Zum Zeitpunkt der Gründung hatte das Hospital noch seinen Sitz innerhalb der Stadtmauern, die Schutz und Sicherheit boten. Nach seinem Namen St. Spiritus (Heiliger Geist) erhielt die Straße, in der sich das Hospital damals befand, den Namen Heilgeiststraße.
Ende der 1320er Jahre wurde das Hospital an die Außengrenze Stralsunds verlagert, die alten Gebäude wurden aufgegeben. Die Lage außerhalb der Stadtmauern am Ufer des heutigen Langenkanal-Kais führte dazu, dass es häufig Belagerungen, Kanonenbeschuss, Plünderungen und Zerstörungen ausgesetzt war.
Trotz mehrfacher Zerstörung nahmen der Aufbau, Wiederaufbau und die Erweiterungen des Klosters an diesem Standort ihren Lauf. Zum Ende des 14. Jahrhunderts wurde die Heilgeistkirche errichtet, die dem heutigen Gebäudekomplex zuzurechnen ist. Dazu gehören neben der Kirche auch das Spital des Klosters, das Fremdenhaus („Elendenhaus“) von 1641 sowie ein galeriegeschmückter Kirchgang. Dieser im 18. Jahrhundert nach Zerstörungen neu errichtete Gebäudeteil wurde zum Vorbild für die Gestaltung des Innenhofes mit der Galerie im Stralsunder Rathaus. Auf dem Spitalgelände befinden sich außerdem mehrere Fachwerkhäuser aus dem 18. und 19. Jahrhundert. Alles zusammen bildet einen in sich geschlossenen Komplex von Gebäuden verschiedener Verwendungen.
Das Hospital wuchs durch Spenden der Stralsunder stetig. 1285 spendete z. B. Hinricus Albus Grundbesitz auf Rügen, weitere Spenden der Bürger sind belegt, so 1392 je ein Laken je Bett durch den Ratsherrn Wilhelm von Struncken.
1340 kamen die Inseln Ummanz und Hiddensee in den Besitz des Klosters. Weitere Besitztümer waren die Dörfer Arendsee, Behnckenhagen (1304), Devin, Duvendiek, Kedingshagen, Lüdershagen, Mukran, Muuks, Negast, Niepars, Prohn, Zitterpenningshagen und viele andere; ab dem 17. Jahrhundert wurden auch in der Stadt Stralsund Häuser erworben.
Nachdem das Heilgeistkloster wie auch die Altstadt von Stralsund zu DDR-Zeiten bis in die 1980er Jahre vernachlässigt wurde, gab es Mitte der 1980er Jahre Pläne zur Rekonstruktion des Kirchgangs; allerdings wurde das Fachpersonal dann für den Wohnungsbau in Berlin abgezogen, das Hospital verfiel weiter und entging nur knapp dem Abriss. Erst in den 1990er Jahren wurde es vollständig wiederhergestellt. Die Deutsche Stiftung Denkmalschutz trug 1,5 Millionen Deutsche Mark zur Sanierung des Dachs und des Fachwerks des Kirchgangs bei; am 27. Juni 1996 konnte dieser zur Nutzung übergeben werden. Am 20. August 1997 wurde auch das Elendenhaus wieder übergeben; die Sanierung kostete 2,5 Millionen Deutsche Mark. Heute zählt der Gebäudekomplex zu den herausragenden Sehenswürdigkeiten der Stadt und gehört seit 2002 zum UNESCO-Weltkulturerbe Historische Altstädte Stralsund und Wismar. In der Liste der Baudenkmale in Stralsund ist der Komplex aus Heilgeisthospital mit Kirche und den Klostergebäuden Heilgeistkloster 1–23 mit der Nummer 320 eingetragen.